# Abborrtjärnen (Hällesjö socken, Jämtland, 696936-152763)
Abborrtjärnen är en sjö i Bräcke kommun i Jämtland och ingår i Ljungans huvudavrinningsområde. Sjön har en area på 0,0757 kvadratkilometer och ligger 302,1 meter över havet.

## Delavrinningsområde
Abborrtjärnen ingår i det delavrinningsområde (696712-152791) som SMHI kallar för Mynnar i Ljungån. Medelhöjden är 317 meter över havet och ytan är 20,34 kvadratkilometer. Räknas de 10 avrinningsområdena uppströms in blir den ackumulerade arean 91,61 kvadratkilometer. Söån som avvattnar avrinningsområdet har biflödesordning 4, vilket innebär att vattnet flödar genom totalt 4 vattendrag innan det når havet efter 119 kilometer. Avrinningsområdet består mestadels av skog (84 procent). Avrinningsområdet har 0,36 kvadratkilometer vattenytor vilket ger det en sjöprocent på 1,8 procent.